# Ceesepe
Carlos Sánchez Pérez, plus connu sous le nom d'artiste de Ceesepe, né le 7 mai 1958 à Madrid et mort le 7 septembre 2018 dans la même ville, est un illustrateur, peintre et auteur de bande dessinée espagnol, considéré comme une des figures de la Movida madrilène. Son nom d'artiste est une transcription phonétique de ses initiales C, S et P.

## Biographie
Avec Max et Javier Mariscal, Ceesepe était un des piliers de la revue El Víbora.
En 2010, il est récompensé de la médaille d'or du mérite des beaux-arts, décernée par le Ministère de la Culture espagnol pour son travail comme peintre.
Il meurt le 7 septembre 2018 des suites d'une leucémie.

## Publications
- Ceesepe (trad. de l'espagnol), Barcelona by Night, Paris, Les Humanoïdes Associés, coll. « Pied Jaloux », 1982, 62 p. (ISBN 2-7316-0198-1)
- Ceesepe, Paris - Madrid, Paris, Artefact, coll. « Phosphene », 1985 (ISBN 2-86697-077-2)